# Blekeområde
Blekeområde är en våtmark av typ myr, som vid lågvatten framträder som öppna och vidsträckta blekefält. Blekeområdena förekommer i kalkrika trakter och har därmed en mycket begränsad geografisk utbredning.
Bleke är en tät, något kornig jordart som består av nästan rent kalkslam. Blekets färg kan skifta i olika nyanser, ofta i gult och består till 80-90 procent av kalciumkarbonat. Med avtagande kalkhalt övergår bleket i kalkgyttja och alggyttja.